# Jim Powers
James Manley (Orlando (Florida), 4 januari 1958), beter bekend Jim Powers, is een Amerikaans professioneel worstelaar die actief was in de World Wrestling Federation. Hij was lid van The Young Stallions.

## In worstelen
- Finishers
  - Running powerslam

- Signature moves
  - Dropkick
  - Knee lift